# Левенко
Леве́нко — українське прізвище на -енко.

## Відомі носії
- Левенко Анатолій Володимирович (нар. 20 вересня 1952, Безуглівка, Ніжинський район, Чернігівська область, УРСР — 2013) — український і російський письменник, поет, кореспондент; знавець і популяризатор духовної і матеріальної культури народів Російської Півночі, зокрема Таймиру, перекладач українською з ненецької мови.
- Левенко Валерій Якович (нар. 27 грудня 1944(19441227), м. Керч, Крим) — український російськомовний поет, журналіст, публіцист.